# やまと (玩具)
株式会社やまと（英: Yamato Co., Ltd.）は、日本の玩具メーカー。ロボット玩具や彩色済みフィギュアを製造していた。

## 沿革
栃木県宇都宮市で創業。もとはアパレル関連会社で、サバイバルゲーム用の軍服や雑貨類を輸入販売していた。その中のフィギュアが好評なため、1996年に海外玩具の輸入代理店業を始める。1997年には『マーズ・アタック!』のフィギュアを輸入し、好セールスを記録する。
自社企画としては1995年に『ゼイラム』のガレージキットを発売。2000年の『マクロスプラス』変形玩具より、玩具メーカーとして本格的に開発・販売を行う。以後アニメ・漫画・ゲームのメカニックやキャラクターを立体化し、変形ギミックやプロポーションの再現に力を入れている。
アメリカに海外支社のYAMATO USAがある。
2013年3月に公式サイトが閉鎖され、東京の本社事務所が撤収したと伝えられた。倒産などの情報は不明。アメリカ支社のYAMATO USAは営業を継続している。
なお、マクロスシリーズの変形玩具は2013年1月に設立された株式会社アルカディアより発売されている。

## 主な商品

### メカニック関連
マクロスシリーズ
中心アイテムは3段変形の可変戦闘機（バルキリー）シリーズ。設定に沿いつつ独自の変形機構を採用し、差し替え無しの完全変形にこだわりを見せている。おもに1/48と1/60スケールでバリエーション展開し、デストロイド系メカも開発。試作レプリカ品として1/2000マクロス（全長640mm）を受注生産した。
なお、アメリカでは『ロボテック』との関係でToymani社が『超時空要塞マクロス』の商品化権を保有しているため、YAMATO USAはマクロス関連商品を販売していない。
装甲騎兵ボトムズ
1/12（全高約33cm）の大スケールでアーマードトルーパー(AT)を製品化。オプション装備も別売りしている。また、ローラーダッシュが可能なラジコンモデルを京商と共同開発している。
メガゾーン23
1/15スケールでガーランドとプロトガーランドを立体化。オートバイ形態からロボットに変形する機構の一部に磁石を使用している。OVA第1作のDVD・サントラCDと設定資料本を同梱したコンプリートBOXも発売した。
機動警察パトレイバー
1/24スケールで劇場版イングラムを製品化。ATと同サイズの大型トイで、パトランプの電飾化、内蔵ギミックの表現などに特徴がある。
バブルガムクライシス
1/15スケールでモト・スレイブとヒロイン達のフィギュア（ハードスーツ）を製品化。モト・スレイブはオートバイ形態からロボットへの分割変形、パワードスーツとしての装着を再現している。
萌え萌えブロック (MMB) HYPER ARMORED BLOCK
ブロック組み換え式のオリジナルメカフィギュア。峰岸達実の手によるデザイン。
群雄（GN-U）
ロボット系統一ブランド。J9シリーズなどスーパーロボットを積極的にフィーチャーしている。全高13cm程度で可動性重視の「動」、重量感のある「鋼」、合体を再現した「合」の3ラインを展開している。
【動】
1. 001　YF-19バトロイド（マクロスプラス)
2. 001CV　YF-19バトロイド 対応 ファストパック（マクロスプラス)
3. 002　YF-21バトロイド（マクロスプラス)
4. 002EX　YF-21バトロイド with ファストパック（マクロスプラス)
5. 002CV YF-21バトロイド 対応 ファストパック（マクロスプラス)
6. 003　VF-11Bバトロイド（マクロスプラス)
7. 003EX　VF-11Bバトロイド with スーパーパック（マクロスプラス)
8. 003CV　VF-11Bバトロイド 対応 スーパーパック（マクロスプラス)
9. 004　戦国魔神ゴーショーグン
10. 005　銀河旋風ブライガー
11. 006　銀河烈風バクシンガー
12. 007　 超獣機神ダンクーガ
13. 008　銀河疾風サスライガー
14. 009　宇宙戦士バルディオス
15. 010　獣装機攻ダンクーガノヴァ
16. 011　ケンリュウ（マシンロボ クロノスの大逆襲）
17. 012　ゴッドグラヴィオン（超重神グラヴィオン）
18. 013　グランカイザー（超重神グラヴィオン）
19. 014Z　VF-19A エクスカリバー（マクロスプラス)[7]
20. 015Z　VF-11B サンダーボルト（マクロスプラス)[7]
21. 016　VF-1J一条輝機（超時空要塞マクロス）
22. 017　VF-1Aマックス機(TV版)（超時空要塞マクロス）
23. 019　VF-1A量産機（超時空要塞マクロス）
24. 020　VF-1S(TV版)（超時空要塞マクロス）

【鋼】
1. グロイザーX
2. グロイザーX（原作版）
3. グロイザーX（ガイラー版）
4. 惑星ロボ ダンガードA
5. 惑星ロボ ダンガードA（ホビーショー限定メタリック版）

【合】
1. 銀河旋風ブライガー

### キャラクター関連
Story Image Figure (SIF)
全高13cm弱のトレーディングフィギュア。
variable motion figure (vmf)
全身可動のアクションフィギュア。
vmf50
全高50cmのカスタマイズドール。オビツ製作所（オビツボディ）とアゾンインターナショナル（衣装）の協力のもと製作されている。2008年に第1弾としてマクロス25周年記念モデル「リン・ミンメイ 50cmフィギュア」を発売。dollcore、ANGEL PHILIA、Pink Dropsへと発展した。
Creators' Labo
美少女キャラクターを手がける原型師によるPVCフィギュア。
萌え萌えブロック (MMB) ANGEL DEVICE
パーツ交換式の球体関節人形。詳細はカスタマイズドール#その他の素体を参照。